# Historias de Argentina en vivo
Historias de Argentina en vivo es una película documental de Argentina filmada en colores dirigida por Cristian Bernard, Israel Adrián Caetano, Eduardo Capilla, Albertina Carri, Gregorio Cramer, Andrés Di Tella, Flavio Nardini, Miguel Pereira, Marcelo Piñeyro, Jorge Polaco, Gustavo Postiglione, Fernando Spiner, Bruno Stagnaro y Vicentico sobre el guion de Miguel Cohan y Valentín Javier Diment que se estrenó el 20 de septiembre de 2001.Fue filmado en Ushuaia, San Juan, Santa Fe, Santiago del Estero, Bahía Blanca, Corrientes, Río Gallegos, Jujuy y Carlos Paz.

## Sinopsis
Con grupos musicales como protagonistas y combinando recursos de ficción y de documental, aprovechó los masivos recitales “Argentina en Vivo 2” para mostrar en el cine historias de distintos lugares del país.

## Reparto
Participaron del filme los siguientes intérpretes:
- Rosario Bléfari
- Julio Bocca
- Gustavo Cerati
- Damián de Santo
- Ayelén Dotti
- Ezequiel Díaz
- María Gabriela Epumer
- León Gieco
- Azul Lombardía
- Lucas Mirvois
- La Mona Jiménez
- Adrián Otero...	(voz)
- Ratones Paranoicos
- Fito Páez
- Mercedes Sosa
- Vicentico

## Comentarios
Fernando López en La Nación escribió:

”En los extremos de esta variada exposición de lenguajes donde se advierte más de un esfuerzo por exhibir originalidad que no siempre conduce a los mejores resultados está, por un lado la osadía de Fernando Spinner y por otro, el profesionalismo y el oficio narrativo de Marcelo Piñeyro.